# Kunoy
Kunoy este o insulă situată în nord-estul Insulelor Feroe între Kalsoy și Borðoy. Pe insulă se află două așezări și anume: Kunoy și Haraldssund. Kunoy este legată de incula vecină, Borðoy, printr-o șosea, prin care trece linia de autobuze 504, ce face legătura între localitățile de pe insulă și Klaksvik. Pe Kunoy a existat și o a treia așezare Skarð, care datorită unui accident la pescuit în anul 1913 a rămas aproape fără întreaga populația masculină, iar femeile și cei rămași în viață au decis să se stabilească la Haraldssund.

## Înălțimi
Pe insulă există 11 înălțimi. Ele sunt grupate în tabelul următor, primul câmp fiind locul pe care îl ocupă altitudinea acestora în cadrul țării.
| Loc | Nume            | Altitudine |
| --- | --------------- | ---------- |
| 4   | Kúvingafjall    | 830m       |
| 5   | Teigafjall      | 825m       |
| 6   | Kunoyarnakkur   | 819m       |
| 7   | Havnartindur    | 818m       |
| 8   | Urðafjall       | 817m       |
| 9   | Middagsfjall    | 805m       |
| 18  | Galvsskorafjall | 768m       |
| 42  | Suður á Nakki   | 703m       |
| 73  | Klubbin         | 644m       |
| 198 | Lítlafjall      | 471m       |
| 219 | Klettur         | 444m       |

## Personalități
- Símun av Skarði (1872-1942), poet, politician, profesor și fondator al Liceului Poporului  Feroez s-a născut la Skarð. El este autorul imnului insulelor Feroe